# 強烈熱帶風暴天兔 (2018年)
強烈熱帶風暴天兔（英語：Severe Tropical Storm Usagi，國際編號：1829，聯合颱風警報中心：WP332018，菲律賓大氣地球物理和天文服務管理局：Samuel）是2018年太平洋颱風季第29個被命名的熱帶氣旋。「天兔」一名由日本提供，是指天兔座。

## 氣象歷史
11月3日，一個低壓區在國際換日線以東海域（中北太平洋）形成，美國海軍研究實驗室給予熱帶擾動編號98C。
該系統形成後受熱帶高壓脊引導開始向西方移動，並在11月7日經過國際換日線，進入西北太平洋，並整合發展。聯合颱風警報中心當日上午6時給予評級「低」，到了11月8日下午2時將評级提升為「中」，並於翌日上午8時30分將評级提升為「高」，發布熱帶氣旋形成警報。日本氣象廳亦於11月9日將其升格為熱帶低氣壓。11月10日，該系統移動到風切變較強的海域，聯合颱風警報中心在當日下午2時取消熱帶氣旋形成警報，將評級降為「中」，並在1天後將評級降為「低」。日本氣象廳亦在11月10日將其降格為低壓區。
11月14日，該系統再次發展。日本氣象廳在當晚8時再次升格為熱帶低氣壓，聯合颱風警報中心也在翌日（15日）凌晨2時將評級提升為「中」，並在11月17日晚上10時30分將評級提升為「高」，同時發佈熱帶氣旋形成警報。翌日凌晨3時30分，日本氣象廳對其發佈烈風警告。11月18日下午5時，聯合颱風警報中心將其升格為熱帶低氣壓，給予編號33W。由於該系統附近的風切再度增強，已及即將登陸菲律賓，該系統在11月18日至22日只能維持熱帶低氣壓的強度。該系統在11月20日晚上橫過菲律賓，並在翌日早上進入南海南部，開始增強，並轉向西北偏西移動，1天後在轉向西南偏西移動。香港天文台則在11月18日早上7時45分表示一個低壓區正為菲律賓以東海域帶來不穩定天氣，一個熱帶氣旋似乎在形成中，並在20日上午8時將其升格為熱帶低氣壓。日本氣象廳在11月22日晚上9時15分將其升格為熱帶風暴，給予國際編號1829，並命名為天兔。台灣中央氣象局先在同日晚上8時將其升格為輕度颱風。聯合颱風警報中心和中國中央氣象台均在同日晚上11時將其升格為熱帶風暴，香港天文台則在翌日（23日）上午8時跟隨。
天兔在11月23日繼續受到副熱帶高壓脊引導，向西方移動，時速大約20公里。天兔位於攝氏28度的炎熱海水，以及微弱的垂直風切變和良好的高空輻散，令其開始穩定增強，日本氣象廳和中國中央氣象台分別在當日上午9時05分和晚上8時將其升格為強烈熱帶風暴和強熱帶風暴。天兔的移動速度在11月24日開始減慢，同時繼續受惠於附近良好的環境，開始爆發增強，發展出中心密集雲團，外圍雲帶也呈放射狀，更發展出「雲捲風眼」，低層風眼亦顯現在微波圖像上。香港天文台在當日上午8時將其升格為強烈熱帶風暴，聯合颱風警報中心更在當日上午11時將其升格為颱風，日本氣象廳則於下午2時55分跟隨。同時，天兔打開一個細小的風眼，強度達到巔峰。
受到越南地形影響，天兔強度開始回落，日本氣象廳在當晚8時55分將其降格為強烈熱帶風暴。11月25日，天兔登陸越南前江省。受到地形摩擦影響，天兔迅速減弱，香港天文台在當日上午8時將其降格為熱帶風暴，聯合颱風警報中心和日本氣象廳在同日上午11時跟隨，聯合颱風警報中心更在當晚1時將其降格為熱帶低氣壓，並對其發出最後警告，香港天文台在15分鐘後跟隨，日本氣象廳則在翌日上午8時將其降格為熱帶低氣壓。

### 事後調整
日本氣象廳事後發佈最佳路徑，把天兔的強度向下修訂為強烈熱帶風暴，接近中心最高持續風速下調為60節（每小時110公里），最低氣壓上調至990hPa。數月後，中國國家氣象中心也將其中心最高風速上調為每秒33公尺（每小時120公里）。2019年10月，聯合颱風警報中心在發表的最佳路徑中，將其巔峰上調至90節（約165公里/每小時）。

## 影響

### 菲律賓
此風暴在薩馬島造成了1人死亡。

### 越南
在整個越南，此風暴共造成了51家房屋倒塌、上千公頃農田被淹浸。在胡志明市降下了破紀錄的超過300-400毫米的雨量，導致胡志明市廣泛水浸。在風暴吹襲時，胡志明市內有一名電單車司機被強風吹倒的大樹壓倒，送院後證實死亡。平順省、慶和省（特別是金蘭市）、富安省、寧順省等地亦由於風暴帶來的暴雨或者因應此風暴而作出的排洪措施而水浸。鐵路交通也一度因而中斷，二千多名乘客受影響。在慶和省，此次風暴和剛於一星期前吹襲的前次風暴所造成的損失合計逾1兆越南盾。在寧順省，此次風暴造成近2000億越南盾的損失。

## 熱帶氣旋警告使用紀錄

### 菲律賓
| 菲律賓大氣地球物理和天文服務管理局 風暴信號 | 菲律賓大氣地球物理和天文服務管理局 風暴信號 | 菲律賓大氣地球物理和天文服務管理局 風暴信號 |
| ------------------------------------------- | ------------------------------------------- | ------------------------------------------- |
| 上一熱帶氣旋                                | 一號風暴信號                                | 下一熱帶氣旋                                |
| 颱風玉兔                                    | 一號風暴信號                                | 熱帶低氣壓35W                               |

### 中國大陸
| 国家气象中心 颱風預警信號 | 国家气象中心 颱風預警信號 | 国家气象中心 颱風預警信號 |
| ------------------------- | ------------------------- | ------------------------- |
| 上一熱帶氣旋              | 颱風藍色預警信號          | 下一熱帶氣旋              |
| 熱帶風暴桃芝              | 颱風藍色預警信號          | 熱帶風暴木恩              |

## 外部連結
- （日語）日本氣象廳首頁 （页面存档备份，存于）
- （英文）美國聯合颱風警報中心首頁 （页面存档备份，存于）
- （简体中文）中國國家氣象中心首頁
- （繁體中文）臺灣中央氣象局首頁 （页面存档备份，存于）
- （繁體中文）香港天文台首頁 （页面存档备份，存于）
- （繁體中文）澳門地球物理暨氣象局首頁 （页面存档备份，存于）
- （英文）菲律賓大氣地球物理和天文管理局首頁 （页面存档备份，存于）